# Worms-Pfiffligheim
Pfiffligheim (patois Piffelkum, prononciation ˈpivəlgum) est un des 13 faubourgs de Worms. Il a 3 240 habitants (02. 01.2012).

## Géographie
Pfiffligheim se trouve environ 3 km plus ouest du centre de Woms. Dans le nord le village est limité par la Pfrimm avec son parc (Pfrimmpark, nom officiel Karl-Bittel-Park) et le faubourg Worms-Hochheim. Vers l’ouest et sur la rive nord de la Pfrimm on arrive à Worms-Leiselheim. Restant sur la rive sud, le village est imité par le pont de l’autoroute (A 61) et est limitrophe de Worms-Pfeddersheim. Dans le sud mène un paysage pastoral vers le faubourg de Worms-Horchheim. - Avec son territoire communal de 4,63 km², Pfiffligheim couvre 4,3 % du territoire de Worms.
| Worms-Leiselheim   | Karl-Bittel-Park et Worms-Hochheim |                 |
| Worms-Pfeddersheim | Worms-Pfiffligheim                 | Worms-Neuhausen |
|                    |                                    | Worms           |

## Histoires
Pfiffligheim, mentionné pour la première fois dans un document sous le nom Phephilineheim, a une longue histoire villageoise et de colonisation. On en trouve de traces jusqu’en 1000 av. J.-C. Dans la rue Donnersberg (Donnersbergstraße) on a trouvé des zones d’habitation celtiques ainsi que des objets céramiques. Le nom du village est doué au Franc Pephilo qui prenait son siège à Pfiffligheim vers 500 apr. J.-C. Pfiffligheim fut complètement détruit pendant la guerre de Trente Ans et plus tard encore une fois dans la guerre de la succession Palatine. Un recensement en 1698 a comme résultat 33 familles avec 160 personnes. Vers 1700 les habitants de Pfiffligheim (Pfiffligheimer) un hôtel de ville (Rathaus). L’église protestante avec une jolie tour avec un bulbe date de 1722. Après un contrat de l’an 1705 entre le prince électeur Jean-Guillaume de Neubourg-Wittelsbach et son frère évêque François-Louis de Palatinat-Neubourg, le village faisait part de l’administration cantonale de Alzey (Oberamt Alzey) ; il restait dans l’électorat Palatinat (Kurpfalz) jusqu’aux bouleversements à la fin du XVIIIe siècle. Le village devenait français puisque la rive gauche du Rhin faisait part de la France à partir de 1801. Juillet 1816, il était devenu part de la Grand-duché de Hesse. À partir de 1898 Pfiffligheim est faubourg de Worms avec les villages Worms-Neuhausen et Worms-Hochheim.
En 1994, une certaine indépendance est revenue avec l’élection d’un Ortsvorsteher.
En 1906, le tram, nouvellement installé à Worms, arrive aussi à Pfiffligheim en traversant les rues Donnersberg(straße) et Langrafen(straße). Avec son arrêt près de la Wehrgasse (ruelle du barrage) et le terminal à l’hôtel du village, Pfiffligheim était définitivement lié avec la ville de Worms. L’histoire des trams se terminait en 1956 et depuis le faubourg est attaché dans le réseau des Bus.

## Lutherbaum
L’arbre de Luther (Lutherbaum), un orme, est un emblème historique de Pfiffligheim. Son tronc est soigné aujourd’hui comme monument. Cet orme était longtemps l’orme le plus grand avec une hauteur de plus que 30 m et une largeur de 9 m, plus grand que ceux de Schimsheim et de Hamstead en Middlesex.

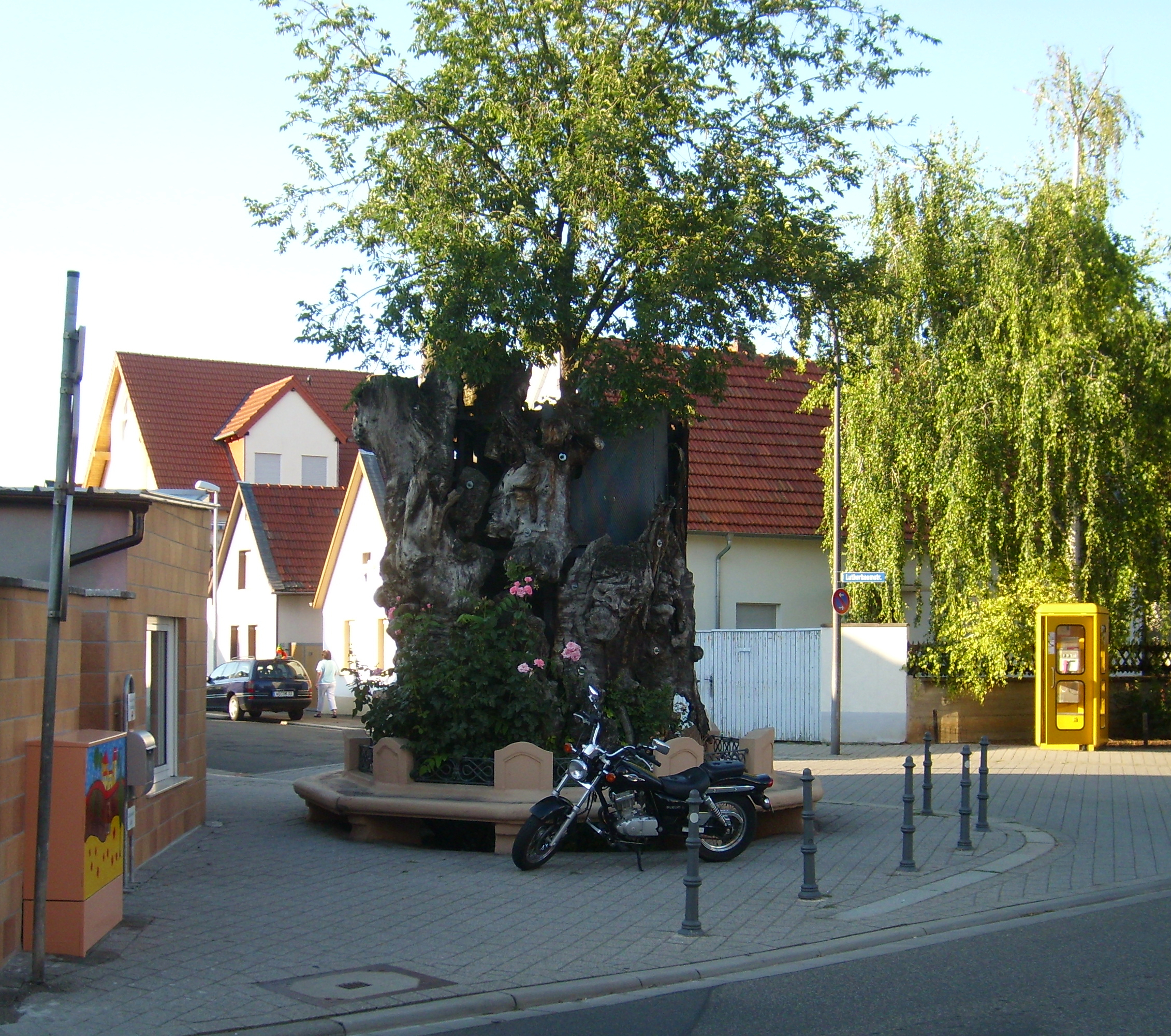
Lutherbaum

Lors de l’ouragan du 26 oct. 1870 deux tiers du tronc cassa. Pour sauver le reste, on commençait à cultiver intensivement le sol autour de la souche d’arbre avec ses quelques branches. Réanimé, en 1899, on a traité son intérieur et installé une clôture solide. Mais lors d’un orage au 29 août 1912 l’arbre tombât de nouveau. Le conseil municipal accordait une autre subvention pour la restauration et on installait un banc en pierre autour du tronc. L’arbre restait depuis toujours un centre important pour les occasions diverses : cérémonies culturelles ou sportives, communion et confirmation, mariage et d’autres évènements. En 1949 le « Lutherbaum » était mort pour toujours. À partir de 1998 on commençait une restauration du tronc et on installait une plaque commémorative. Grâce à des dons financiers, en 1999, on pouvait planter dans l’intérieur du mémorial un jeune orme.
D'autres points d'intérêt : Liste des monuments de Worms-Pfiffligheim (de).

## Manifestations
Depuis 1987, au dernier dimanche du juillet, on fête le Piffelkumer Kerb (kermesse de Pfiffligheim). De vendredi à lundi, il y a multiples animations dans la rue (Kerwestraße) pour les milliers d’hôtes et dans des cours des vignerons vous trouverez des musiciens. Les points fixes dans le calendrier de ce festival sont : le concours des maisons décorées le samedi, le cortège le dimanche et le concours des brouettes le lundi.

## Armoiries
Blason : en argent un faux de loup avec une double queue à deux buts, des deux côtés des étoiles rouges.